# Иванов, Владимир Леонидович
Ивано́в Владимир Леонидович (8 декабря 1932 — 21 августа 2018) — полярный геолог, геофизик, исследователь геологии Арктики и Антарктики, с 1978 по 2001 г. заместитель директора по науке, с 2001 г. - главный научный сотрудник института ВНИИОкеангеология, доктор геолого-минералогических наук, Заслуженный деятель науки РФ, заместитель председателя Учёного совета института, заместитель председателя Диссертационного совета института. Является одним из первых исследователей проблемы нефтегазоносности арктического и антарктического шельфов. Его работы способствовали обнаружению крупных месторождений углеводородов в Баренцевом и Карском морях.

## Биография
В начале 1970-х работал начальником комплексной геолого-геофизической Полярной экспедиции НИИГА.

## Список произведений
В. Л. Иванов является автором и соавтором более 130 научных трудов, в том числе трёх монографий. Некоторые труды были переведены и изданы за рубежом.

### Научные работы
(Иванов Владимир Леонидович Д-р геол.-минерал. наук. — РНБ. Генеральный алфавитный каталог книг на русском языке (1725—1998).)

### Художественная литература
- Иванов В. Л. Архипелаг двух морей. — М.: Мысль, 1978. — 160 с. — ISBN нет. ББК 91(98) И-20.